# The Battle of Epping Forest
The Battle of Epping Forest (en castellano "La Batalla del Bosque de Epping") es una canción de la banda inglesa de rock progresivo Genesis, que fue publicada en su quinto álbum del año 1973 titulado Selling England by the Pound.
Sergún los comentarios que se encuentran en el álbum, las letras de la canción están inspiradas en una historia que apareció en el diario acerca de batallas territoriales que se darían entre dos bandas rivales, incorporando personajes como "Mick the Prick" (en castellano "Mick el Pinchazo") y "Bob the Nob" (en castellano "Bob el Coscorrón"), los cuales formaban parte de ambos bandos (las letras están cargadas de juegos de palabras, nombres graciosos y frases ingeniosas). Lo siguiente es un extracto de una entrevista en donde Gabriel hablaba acerca de la letra de la canción: Suelo guardar recortes de periódicos que me interesan. La historia de "The Battle of Epping Forest" fue tomada de una noticia genuina del Times. Luego la dejé y cuando volví a buscarla la había perdido, por lo que fabriqué la historia completa acerca de dos pandillas luchando en Londres.
La canción es particularmente característica dado que Peter Gabriel hace cambios de voces para los diferentes personajes, teniendo también recurrentes cambios en el tempo. Fue interpretada en vivo durante la gira del álbum, Gabriel solía moverse por el escenario contando la historia, e incluso volaba (estaba atado a un arnés) hasta que la canción fue descartada por cuestiones de seguridad.
Las críticas de la banda sobre la canción se encuentran divididas. En el libro de Armando Gallo, los miembros del grupo parecen estar de acuerdo en que aunque la canción estaba pensada para ser el punto central del álbum, no fue muy tenida en cuenta por tener demasiadas letras que no siempre encajan con la música, resultando en arreglos demasiados complicados. Fue descartada del repertorio de la banda luego de la gira de "Selling England by the Pound", mientras que otras canciones del álbum como "I Know What I Like (In Your Wardrobe)", "Firth Of Fifth" y "The Cinema Show" permanecerieron siendo interpretadas por años.
No existía ninguna versión en vivo de esta canción hasta que en 2009 se lanzó la caja "Genesis Live 1973-2007" con un inédito concierto; "Live At The Rainbow 1973" que contiene gran parte del disco Selling England By The Pound, y entre ellas,  The Battle Of Epping Forest. En el folleto interior de la versión remasterizada del CD, las letras se encuentran bajo el nombre "After The Ordeal" lo que es incorrecto ya que esta es la siguiente canción del álbum, y es instrumental.

## Formación
- Peter Gabriel: Voz, flauta, tamborín.
- Steve Hackett: Guitarra acústica y eléctrica.
- Mike Rutherford: Bajo y guitarra acústica
- Tony Banks: Melotrón, órgano Hammond, piano eléctrico RMI, ARP Pro-Soloist.
- Phil Collins: Batería y voz